# SIN 자동차
SIN 자동차(영어: SIN Cars, 불가리아어: Син, 독일어: SIN Cars GmbH)는 불가리아 루세주 루세에 위치한 기업이다.

## 역사
당시 엔지니어이자 불가리아의 레이싱 드라이버였던 로젠 다스카로프(불가리아어: Росен Даскалов)에 의해 2012년에 회사를 설립했다. 설립 당시 독일 바이에른주 뮌헨에 본사를 두었다가, 이후 불가리아 루세주 루세로 이전되었다.
2013년에 스포츠카 차량 개발이 시작되었고, 2015년에 SIN R1 모델이 출시되었고, 같은 해 GT4 유럽 시리즈에 출전해 최종 승위에서 8위를 기록했다. 
2016년에 레이싱카 기반으로 SIN R1 GT4 모델이 출시되었고, 같은 해 레이싱 엣지 모터스포츠(영어: Racers Edge Motorsports)가 GT 월드 챌린지 아메리카에 출전했다.
2018년에 소형 자동차 모델인 전기자동차 모델 개발에 착수했다.

## 모델

### SIN R1

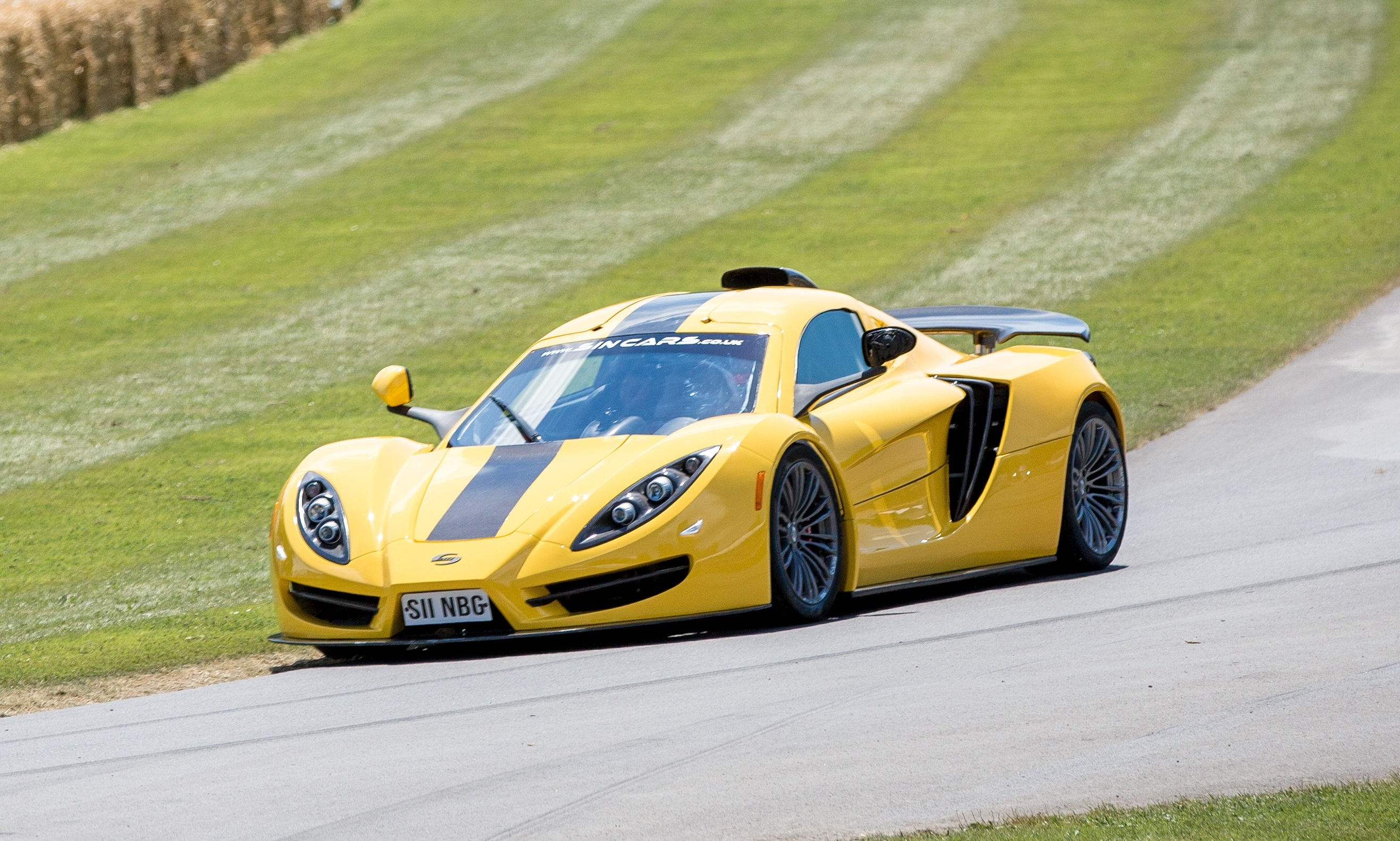
SIN R1

2015년에 출시된 모델로, 엔진의 경우 V8형 엔진을 탑재했으나, LS3형, LS7형, LS9형 모델 선택이 가능하다. 변속기의 경우 6단 수동변속기로 차량 무게는 1,250kg이다. 또한 최고 속도의 경우 300km/h까지 주행이 가능하다. 이와는 별도로 레이싱카 모델인 SIN R1 GT4과  모듈식 모델인 SIN S1이 별도로 출시되었다.